# 5051 Ralph
5051 Ralph (1984 SM) là một tiểu hành tinh vành đai chính được phát hiện ngày 24 tháng 9 năm 1984 bởi P. Jensen ở Brorfelde.